# Tetrathemis denticauda
Tetrathemis denticauda – gatunek ważki z rodziny ważkowatych (Libellulidae).